# قورباغه‌های تخم‌مرغی
قورباغه‌های تخم‌مرغی (نام علمی: Leptodactylodon) نام یک سرده از تیره قورباغه‌های جیرجیری است.